# ۲۱۵ (قمری)
۲۱۵ (قمری)، دویست و پانزدهمین سال در گاهشماری هجری قمری است. اول محرم این سال برابر با چهارم مارس سال ۸۳۰ میلادی است.

## وابسته
- شعوبیه